# Pangai
Pangai är en ort i Tonga i södra Stilla havet. Den ligger på ön Lifukas västra del och är administrativ huvudort i ögruppen Ha'apaiöarna. Orten hade 1 736 invånare vid folkräkningen år 2021.
Centrum utgörs av området kring kyrkan Siasi Church och Holopeka Road vid hamnen. Det finns förutom förvaltningsbyggnader även en bank och några affärer och marknader. Hamnen är ett populärt mål för seglare då den är väldigt skyddad. Det finns få historiska byggnader, förutom kyrkan och några bostadshus byggda i kolonialstil.
Öns flygplats Pilolevu (Salote Pilolevu Airport, flygplatskod "HPA") ligger cirka 5 kilometer nordost om centrum vid byn Koulo och har kapacitet för lokalt flyg.

## Historia
År 1826 stod ett slag mellan Tāufaʻāhau (blivande kung George Tupou I) och Laufilitonga den siste Tu'i Tonga av det tonganska imperiet vid orten Tongoleleka strax söder om Pangai.
Den metodistiska missionären Shirley Waldemar Baker som var Tongas premiärminister mellan april 1881 och juli 1890 under kung George Tupou I avled i Pangai den 19 november 1903 och är begravd där.